# USS Implicit (AM-246)
USS Implicit (AM-246) trałowiec typu Admirable służący w United States Navy w czasie II wojny światowej. Służył na północnym Atlantyku, następnie na Pacyfiku.
Okręt został zwodowany 6 września 1943 w stoczni Savannah Machine & Foundry Co. w Savannah, matką chrzestną była Helen P. Page. Jednostka weszła do służby 20 stycznia 1944, pierwszym dowódcą został Lt. Comdr. H. V. Brown.
Brał udział w działaniach II wojny światowej. Oczyszczał z min wody Dalekiego Wschodu po wojnie. Po wojnie przekazany Republice Chińskiej 15 czerwca 1948, przemianowany na „Yung Chia „ (MSF-47). Wycofany ze służby w 1970.

## Odznaczenia
„Implicit” otrzymał 2 battle star za służbę w czasie II wojny światowej.